# Фінтеушу-Маре
Фінтеушу-Маре (рум. Finteușu Mare) — село у повіті Марамуреш в Румунії. Адміністративно підпорядковане місту Шомкута-Маре.
Село розташоване на відстані 400 км на північний захід від Бухареста, 16 км на південний захід від Бая-Маре, 85 км на північ від Клуж-Напоки.

## Населення
За даними перепису населення 2002 року у селі проживали 680 осіб, з них 679 осіб (99,9%) румунів. Рідною мовою 679 осіб (99,9%) назвали румунську.